# Zellerina
Zellerina es un género de foraminífero bentónico considerado homónimo posterior de Zellerina Torre & Callejas, 1958, y sustituido por Zellerinella de la subfamilia Endothyrinae, de la familia Endothyridae, de la superfamilia Endothyroidea, del suborden Fusulinina y del orden Fusulinida. Su especie tipo era Endothyra discoidea. Su rango cronoestratigráfico abarcaba el Viseense (Carbonífero inferior).

## Discusión
Clasificaciones más recientes incluirían Zellerina en el suborden Endothyrina, del orden Endothyrida, de la subclase Fusulinana de la clase Fusulinata. También se hubiese incluido en subfamilia Millerellinae, de la familia Ozawainellidae y de la superfamilia Ozawainelloidea.

## Clasificación
Zellerina incluía a la siguiente especie:
- Zellerina discoidea †, aceptado como Zellerinella discoidea